# Balyktach (Kotelny-Insel)
Der Balyktach (russisch Балыктах; jakutisch Балыктаах, Balyktaach) ist der mit 205 km längste Fluss auf der Kotelny-Insel, der größten der zu Russland gehörigen Neusibirischen Inseln im Arktischen Ozean.
Der Balyktach entspringt im Zentralteil der Insel am nordwestlichen Ende des Höhenzuges Irim-Tas. Er durchfließt die Tundralandschaft in zunächst nördlicher, dann östlicher bis südöstlicher Richtung, bis er die Bungeland genannte Sandbank erreicht, die die eigentliche Insel im Osten begrenzt. Entlang dem Westrand des Bungelandes fließt er weiter in südsüdwestliche Richtung, bis er schließlich im Süden der Insel mit mehreren Armen in die Jakow-Smirnizki-Bucht an der Sannikowstraße mündet, die die Laptewsee mit der Ostsibirischen See verbindet.
Das Einzugsgebiet des Flusses umfasst 4110 km², mehr als ein Drittel der Inselfläche westlich des Bungelandes. Die bedeutendsten Nebenflüsse sind die Tichaja (Länge 53 km) und der Kustach-Jurjach (83 km) von links sowie der Tuor-Jurjach (63 km) und die Glubokaja (69 km) von rechts. Außerdem gibt es im Einzugsgebiet etwa 150 Seen. Die monatlichen Mitteltemperaturen auf der Insel übersteigen nur im Juli und August knapp den Gefrierpunkt; daher ist der Balyktach die längste Zeit des Jahres zugefroren.
Der Balyktach ist der einzige Fluss auf den Neusibirischen Inseln, in dem Fische leben: der Wandersaibling und der zu den Lachsfischen gehörende Coregonus sardinella. Darauf bezieht sich vermutlich auch der Flussname, denn das jakutische/turksprachige Wort balyk steht für ‚Fisch‘.
Die vom Balyktach durchflossene unbewohnte Kotelny-Insel gehört zur Republik Sacha (Jakutien).